# 永代橋崩落事故
永代橋崩落事故（えいたいばしほうらくじこ）とは、文化4年8月19日（1807年9月20日）に、江戸の隅田川にかかる永代橋が崩落して多数の死者・行方不明者を出した事故である。永代橋墜落事件とも。

## 概要

### 事故前
永代橋は元禄11年（1698年）に江戸幕府によって架橋されたが、財政が窮乏した幕府は享保4年（1719年）に永代橋の維持管理を諦めて廃橋を決定する。しかし町民衆の嘆願により、橋梁維持に伴う諸経費を町方が全て負担することを条件に存続を許された。町方は、橋の通行料を取り、また橋詰にて市場を開いて収益を上げるなど費用を工面して維持に努めていた。

### 事故
文化4年8月19日、深川富岡八幡宮で12年ぶりの祭礼日（深川祭）が行われた。久しぶりの祭礼に江戸市中から多くの群衆が橋を渡って深川に押し寄せた。また、一橋家の船が永代橋を通過する間、橋を通行止めにしたのも混乱に拍車をかけたと伝わる。ところが、詰め掛けた群衆の重みに橋が耐え切れず、橋の中央部よりやや東側の部分で数間ほどが崩れ落ちた。だが後ろからの群衆は崩落に気が付かず続々と押し寄せ、崩落部分から雪崩をうつように転落した。
御船手組や佃島の漁師までが救援に駆けつけて必死に救出作業を行ったが、数日前の雨の影響で水質が良くなかった事もあって救助は難航、溺れた者の中にはそのまま行方知れずになった者もいた。事故の翌日の記録として、救助された者780名でうち440名が亡くなっていたとされている。また、遺体の確認も混乱を極め、家族が誤った遺体を引き取ってしまう例も発生した。更に永代橋が渡れなくなったことで上流の両国橋や新大橋にも人が殺到し、急遽通行規制を行った。
死傷者・行方不明者を合わせると実に1400人を超える大惨事となった。これは史上最悪の落橋事故と言われている。この事故について大田南畝が下記の狂歌や『夢の憂橋』を著している。
永代と かけたる橋は 落ちにけり きょうは祭礼 あすは葬礼
また、町中に貼られた落書の中に以下の歌が記されていたと伝えられている。
御祭へ 行のの道は 近けれど まだだしも見ず 橋の落たて
南町奉行組同心の渡辺小佐衛門が、刀を振るって群集を制止させたという逸話も残っている。曲亭馬琴は『兎園小説余録』に「前に進みしものの、橋おちたりと叫ぶをもきかで、せんかたなかりしに、一個の武士あり、刀を引抜きてさし上げつつうち振りしかば、人みなおそれてやうやく後へ戻りしとぞ（前方の人が「橋が落ちたぞ」と叫ぶのも聞かなかった。仕方なく一人の武士が刀を抜いて振り回したところ、人々は驚いてようやく後ろへ下がって行ったとか）」と書いている。
また、当時の逸話として様々な話が伝えられているがその一つとして、本郷の麹屋の主人が祭礼を見ようと永代橋に向かう途中でスリに2両2分が入った袋を盗られたのに気づき、「金が無いのに祭りを見ても仕方がない」と思って帰宅したために事故に巻き込まれずに済んだ。ところが翌日に奉行所から主人の遺体が上ったので確認に来るように命令があり、主人が奉行所に自分は無事に帰宅した旨を申告すると役人は主人の名前が記された2両2朱が入った袋を証拠として見せた。主人からその袋を盗られて見物を諦めて帰宅したという話を聞いた役人は「恐らく、スリが盗みの後に見物に行こうとして永代橋から落ちて溺死したのだろう」と述べて、主人に袋を返すとそのまま帰宅させたという(この話を元に後述の落語「永代橋」がつくられた)。

### 事故後
落橋事故後、橋の関係者らに入牢処分、橋役人や名主らに預けの処分が下された。
橋については、幕府も交通の要衝として理解を示し、再び架橋された。
また、深川木場の材木問屋が深川万年町（当時、現在の江東区深川）の海福寺に犠牲者の供養塔を建立した。その後、海福寺そのものが現在の目黒区に移転したため、供養塔も一緒に移転されている。

## 事故を題材とした作品
古典落語の『永代橋』（『粗忽長屋』の改作）はこの落橋事故を題材に取り込んでいる。
歌舞伎の『八幡祭小望月賑』（二代目河竹新七（黙阿弥）作、万延元年（1860年）初演）も、この事故を題材のひとつとしている。『与話情浮名横櫛』（切られ与三）の派生作品で、舞台を鎌倉としているため、作中では稲瀬川に架かる花水橋が落橋する。
杉本苑子の連作短編集『永代橋崩落』は、この事故を題材として、事故に巻き込まれた江戸庶民の悲喜劇、種々相を描いている。上記の渡辺小佐衛門の抜刀なども物語に取り込まれている。
シネマ歌舞伎『大江戸りびんぐでっど』